# Samed Kılıç
Samed Hakan Kılıç (* 28. Januar 1996 in Pontault-Combault) ist ein türkisch-französischer Fußballspieler.

## Vereinskarriere

### Jugend (bis 2014)
Kılıç wuchs in der Umgebung der französischen Hauptstadt Paris auf und begann 2005 bei einem Verein aus Noisy-le-Grand mit dem Fußballspielen. Anschließend spielte er in Bussy-Saint-Georges, ehe er 2011 für Jugendmannschaft der AJ Auxerre verpflichtet wurde. Der damals 15-Jährige wechselte allerdings nicht sofort dorthin, sondern durchlief eine Ausbildung im INF Clairefontaine. Bei Auxerre gehörte er dann der A-Jugend an, während er zugleich in der fünftklassig antretenden zweiten Mannschaft Spielpraxis sammelte. Er galt als talentiert und weckte auch das Interesse anderer Klubs, ehe er im Januar 2014 einen ab der nachfolgenden Saison 2014/15 gültigen Profivertrag bei der AJ unterschrieb.

### Beginn seiner Profilaufbahn (seit 2014)
Am 15. August 2014 debütierte Kılıç im Alter von 18 Jahren in der zweiten französischen Liga, als er bei einer 0:1-Niederlage gegen die US Orléans in der 69. Minute für Jamel Aït Ben Idir eingewechselt wurde. Dem folgten regelmäßige Berücksichtigungen, wobei er gelegentlich auch Teil der Startelf war. Neben seiner angestammten Position im zentralen oder offensiven Mittelfeld wurde er dabei gelegentlich als Rechtsaußen aufgeboten. Zu Beginn des Jahres 2015 geriet er in den Fokus des Erstligisten AS Saint-Étienne und es wurde zudem von einem möglichen Wechsel in die höchste englische Liga berichtet.

### Wechsel in die Türkei
Zur Saison 2017/18 wechselte Kılıç in die Türkei zum Zweitligisten Samsunspor. Nach nur sieben Einsätze in der TFF 1. Lig und dem Abstieg des Vereins wurde er im Sommer 2018 für ein Jahr an den französischen Drittligisten SO Cholet verliehen.

## Nationalmannschaft
Durch seine türkische Abstammung wäre Kılıç auch für dieses Land prinzipiell spielberechtigt, entschied sich im Jugendbereich jedoch zunächst für eine Laufbahn beim französischen Verband. Am 17. Januar 2012 gab er bei einem 3:3 gegen die Ukraine sein Debüt für die U-16-Auswahl Frankreichs und lief in der nachfolgenden Zeit regelmäßig für diese auf. Ab dem Sommer 2012 gehörte er zum U-17-Team, mit welchem er die Qualifikation zur Europameisterschaft 2013 allerdings verpasste. Auch in die folgenden Altersklassen wurde er anschließend aufgenommen.